# (216) Cleopatra
(216) Cleopatra es un asteroide perteneciente al cinturón de asteroides descubierto el 10 de abril de 1880 por Johann Palisa desde el observatorio de Pula, Croacia.
Está nombrado en honor de la reina egipcia Cleopatra VII(c.69 a. C.-30 a. C.).

## Características físicas
Cleopatra tiene una forma inusual, comparable a la de un hueso de roer. Dicha forma fue revelada usando el sistema óptico adaptativo del telescopio de 3,6 m construido y operado por el Observatorio Europeo Austral e instalado en el La Silla. Enviando señales de radar, un equipo de astrónomos del radiotelescopio de Arecibo (Puerto Rico) pudo diseñar un modelo computarizado de la forma del asteroide Cleopatra.

## Satélites
El asteroide Cleopatra tiene dos satélites, nombrados en  febrero de 2011 como Alexhelios (S/2011 (216)1) y Cleoselene (S/2011 (216)2), en honor a dos hijos de Cleopatra VII: Alejandro Helios y Cleopatra Selene II.